# Club des Cordeliers
Der Club des Cordeliers, formal Société des amis des droits de l'homme et du citoyen („Gesellschaft der Freunde der Menschen- und Bürgerrechte“), war ein radikaler Club zur Zeit der Französischen Revolution. Zu seinen führenden Köpfen zählten Jean-Paul Marat, Georges Danton, Camille Desmoulins, Jacques-René Hébert und Pierre-Gaspard Chaumette.

## Ziele
Ziel des Clubs war es, die Revolution voranzutreiben, dabei Regierung und gesetzgebende Versammlung zu beobachten und gegebenenfalls unter Druck zu setzen; im Schriftverkehr benutzte er ein geöffnetes Auge als Emblem. Die Cordeliers waren die erste Vereinigung, die für eine Republik eintrat. Es gab keinen Mitgliedsbeitrag und auch Frauen konnten Mitglied werden. Das Motto „Liberté, Égalité, Fraternité“ stammt möglicherweise von Antoine-François Momoro, einem prominenten Cordelier; zumindest wurde es durch diesen Club weit verbreitet und populär.

## Geschichte
Der Club wurde am 27. April 1790 in Paris gegründet und später analog zu den Jakobinern nach seinem ersten Versammlungsort, dem aufgelösten Franziskanerkloster, benannt – wegen ihres um den Bauch gebundenen Strickes werden Franziskaner im Französischen als cordeliers, „Strickträger“ bezeichnet. Ab 1791 traf sich der Club im Saal der Gesellschaft „Musée de Paris“ in der Rue Dauphine. Mit den Jakobinern teilten sie sich schon seit den Tagen der Konstituante die obersten Sitzreihen des Parlamentes, weswegen diese beiden Gruppierungen auch als Bergpartei (Montagne) bekannt wurden. Die weitaus zahlreicheren Jakobiner erlangten aber größere Bekanntheit.  
Die Cordeliers nahmen aktiv an der Bewegung gegen die Monarchie am 20. Juni und am 10. August 1792 teil. Die Septembermassaker 1792 waren auch auf die Radikalisierung der Cordeliers zurückzuführen.
1793 zeichnete sich eine Teilung ab: In eine gemäßigte Faktion, die „Nachsichtigen“ bzw. Indulgenten (auch Dantonisten), darunter Georges Danton, Fabre d’Églantine, Louis Legendre und Camille Desmoulins, die teilweise zudem dem Jakobinerklub angehörten, und den zunehmend den Club dominierenden radikalen und kirchenfeindlichen Enragés (auch Hébertisten) mit Jacques-René Hébert, François-Nicolas Vincent, Charles Philippe Ronsin und Antoine-François Momoro. Während die Dantonisten den revolutionären Terror eindämmen und einen Frieden im Ersten Koalitionskrieg herbeiführen wollten, neigten die Hébertisten zu einer Verschärfung der revolutionären Maßnahmen, um der zunehmenden sozialen Krise Herr zu werden. Unter anderem nahm unter ihrem Druck der Konvent das loi des suspects (Gesetz über die Verdächtigen) und das loi du maximum général (allgemeines Höchstpreisgesetz) an. Die ultralinke Gruppe stützte sich dabei insbesondere auf die mittellosen Sansculotten.
Die Hébertisten wurden von denjenigen Revolutionären bekämpft, die den Terror beenden wollten, insbesondere von Danton und von Desmoulins in seinem 1793 und 1794 herausgegebenen Journal Le Vieux Cordelier. Der Club verstieß Danton und Desmoulins und attackierte Robespierre für seine „Moderation“, in seiner Sitzung vom 14. Ventôse (4. März) 1794 rief er zum Aufstand gegen die Herrschaft des Wohlfahrtsausschusses auf, allerdings ohne Maßnahmen zu ergreifen. Der französische Historiker Albert Soboul vermutet, dass lediglich eine Massendemonstration geplant worden war. Vermittlungsversuche von Louis Antoine de Saint-Just und Jean-Marie Collot d’Herbois verliefen ergebnislos. Am 23. Ventôse (13. März) wurden die wichtigsten Cordeliers verhaftet, vor Gericht gestellt und abgeurteilt, sie wurden am 4. Germinal (24. März) 1794 guillotiniert. Wenige Tage später wurde auch die Fraktion der Dantonisten zerschlagen, die Verhaftung und Verurteilung der prominentesten Mitglieder wurde unter dem Vorwand der Korruption und verräterischer Verhandlung mit dem feindlichen Ausland vorgenommen, ihre Hinrichtung erfolgte am 16. Germinal (5. April).
Der Club der Cordeliers, seiner wichtigsten Mitglieder beraubt, spielte im weiteren Verlauf der Revolution vorerst keine Rolle mehr. Nach Schließung des Jakobinerklubs im November 1794 schlossen sich aber deren vehementeste Vertreter (sogenannte Kreter) den Cordeliers an. In Reaktion darauf sorgten die Thermidorianer aber für seine endgültige Schließung am 20. Pluviose III (20. Februar 1795).

## Bekannte Mitglieder
- Jean-Baptiste Carrier
- Pierre Gaspard Chaumette
- Marie-Joseph Chénier
- Georges Jacques Danton
- Camille Desmoulins
- Fabre d’Églantine
- Jacques René Hébert
- Jean-Paul Marat
- Antoine-François Momoro
- Pierre-François-Joseph Robert (1763–1826)
- Charles-Philippe Ronsin
- François-Nicolas Vincent